# La voz dormida
La voz dormida is een Spaanse film uit 2011, geregisseerd door Benito Zambrano.

## Verhaal
De film speelt zich af in Spanje en volgt twee zussen in de roerige tijd net na de Spaanse burgeroorlog. Hortensia (Inma Cuesta) is zwanger, maar zit gevangen in een vrouwengevangenis en is ter dood veroordeeld. Haar jongere zusje Pepita (María León) verhuist van Córdoba naar Madrid om haar zus bij te staan en alles in het werk te stellen om de executie te voorkomen. Al gauw vindt ze werk bij een rijke familie die banden heeft met dictator Franco.

## Rolverdeling
| Acteur         | Personage     |
| -------------- | ------------- |
| Inma Cuesta    | Hortensia     |
| María León     | Pepita        |
| Marc Clotet    | Paulino       |
| Daniel Holguín | Felipe        |
| Miryam Gallego | Doña Amparo   |
| Meri Rodríguez | Jessica       |
| Ana Wagener    | Mercedes      |
| Susi Sánchez   | Sor Serafines |

## Ontvangst

### Prijzen en nominaties
De film won 13 prijzen en werd voor 18 andere genomineerd. Een selectie:
| Jaar | Prijs                        | Categorie                          | Genomineerde                               | Resultaat   |
| ---- | ---------------------------- | ---------------------------------- | ------------------------------------------ | ----------- |
| 2011 | San Sebastián (59ste editie) | Gouden Schelp voor beste film      | La voz dormida                             | Genomineerd |
| 2011 | San Sebastián (59ste editie) | Zilveren Schelp voor beste actrice | María León                                 | Gewonnen    |
| 2012 | Premios Goya (26ste editie)  | Beste film                         | La voz dormida                             | Genomineerd |
| 2012 | Premios Goya (26ste editie)  | Beste regisseur                    | Benito Zambrano                            | Genomineerd |
| 2012 | Premios Goya (26ste editie)  | Beste actrice                      | Inma Cuesta                                | Genomineerd |
| 2012 | Premios Goya (26ste editie)  | Beste vrouwelijke bijrol           | Ana Wagener                                | Gewonnen    |
| 2012 | Premios Goya (26ste editie)  | Beste debuterend acteur            | Marc Clotet                                | Genomineerd |
| 2012 | Premios Goya (26ste editie)  | Beste debuterend actrice           | María León                                 | Gewonnen    |
| 2012 | Premios Goya (26ste editie)  | Beste bewerkt scenario             | Benito Zambrano, Ignacio del Moral         | Genomineerd |
| 2012 | Premios Goya (26ste editie)  | Beste kostuums                     | María José Iglesias García                 | Genomineerd |
| 2012 | Premios Goya (26ste editie)  | Beste origineel nummer             | Carmen Agredano ("Nana de la hierbabuena") | Gewonnen    |